# Coccopygia
Coccopygia es un género de aves paseriformes perteneciente a la familia Estrildidae. Se distribuyen por el África subsahariana.

## Especies
Se reconocen las siguientes tres especies:
- Coccopygia quartinia - estrilda ventrigualda oriental;
- Coccopygia melanotis - estrilda ventrigualda meridional;
- Coccopygia bocagei - estrilda de Bocage. (anteriormente considerada subespecie de C. melanotis).